# Ivindomyrus opdenboschi
Ivindomyrus opdenboschi es una especie de peces elefante en la familia Mormyridae, constituyéndose en el único miembro de su género. Puede ser encontrado sólo en el río Ivindo en Gabón, África. Puede alcanzar un tamaño de aproximadamente 27 cm.